# Hypomma coalescera
Hypomma coalescera är en spindelart som först beskrevs av Kritscher 1966.  Hypomma coalescera ingår i släktet Hypomma och familjen täckvävarspindlar.
Artens utbredningsområde är Nya Kaledonien. Inga underarter finns listade i Catalogue of Life.